# Mancang (Samudera)
Mancang is een bestuurslaag in het regentschap Aceh Utara van de provincie Atjeh, Indonesië. Mancang telt 1311 inwoners (volkstelling 2010).